# Bi Daowen
Bi Daowen (en indonesio: Tio Oen Bik; en chino simplificado, 毕道文; Bojonegoro, Indias Orientales Neerlandesas, 27 de enero de 1906 - ibdem, 1966) fue un médico indonesio de etnia china que participó en la guerra civil española y en la segunda guerra sino-japonesa.

## Biografía
Bi Daowen nacido en la provincia de Java Oriental, entonces parte de las Indias Orientales Neerlandesas, en una familia de etnia china. 
Estudió medicina en Surabaya y desde 1929 en la Universidad de Ámsterdam, donde no finalzó sus estudios.Por entonces, Daowen ya era partidario de la independencia de las Indias y contrario al colonialismo holandés, miembro de la Liga contra el Imperialismo
Daowen se alistó a las Brigadas Internacionales en la guerra civil española. Primero destinado como teniente médico de las Brigadas Internacionales en el Centro de Reeducación Psíquica y Profesional de Mahora, también pasando por en el Hospital de Ripoll antes de ser asignado como médico de la 14ª Brigada de artillería antiaérea. Con el fin de la guerra civil, cruzó la frontera con Francia y estuvo internado en el campo de internamiento de Gurs hasta octubre de 1939, cuando recibió documentos chinos junto con algunos otros voluntarios chinos.
Llegó a China en 1940, procedente de Países Bajos, y participó en la segunda guerra sino-japonesa como médico en el hospital de Yenan y luego en el equipo médico de Naciones Unidas.
Vuelve a Indonesia en 1948, donde participa en actividades políticas de la mano del Partido Comunista de Indonesia mientras sigue trabajando como médico, tratando la lepra. En este tiempo, viaja a la URSS, China e India como corresponsal de la Tercera Internacional. 
Cuando Suharto toma el poder en Indonesia comienzan tiempos difíciles para él, parece que murió asesinado en 1966.